# إلكتريك لايت أوركسترا (فريق موسيقي)
اليكتريك لايت اوركسترا (بالإنجليزية: Electric Light Orchestra) فريق روك إنكليزي تشكل في برمنغهام في عام 1970 من مؤلفي الأغاني وعازفي الآلات المتعددة جيف لين وروي وود مع عازف الدرامز بيف بيفان. تتميز موسيقاهم بمزيج من موسيقى البوب البيتلسكي Beatlesque pop الذي يشبه أداء فريق البيتلز، والترتيبات الكلاسيكية والأيقونات المستقبلية. بعد رحيل وود في عام 1972، أصبح لين القائد الوحيد للفريق، حيث قام بترتيب وإنتاج كل ألبوماتهم، وكتابة جميع الموسيقى تقريبًا. خلال فترة نشاطهم الأولى، كان لين وبيفان وعازف لوحة المفاتيح ريتشارد تاندي الأعضاء الدائمين الوحيدين في المجموعة.

## الأعضاء الأساسيين
- جيف لين: غناء، وجيتار، وجيتار باس، ولوحات مفاتيح (كيبورد)، وتشيلو، وطبول، وإيقاع (1970-1983، 1984-1986، 2000-2001، 2014 إلى الوقت الحاضر)[4]

- روي وود: غناء، وجيتار، وجيتار باس، وتشيلو، واوبوا، وباسون (1970-1972)[5]

- بيف بيفان: طبول، وإيقاع، وغناء مساند (1970-1983، 1984-1986)[6]

- ريتشارد تاندي: بيانو، ولوحات مفاتيح (كيبورد)، وآلات توليف، وجيتار باس، وجيتار، وغناء مساند (1972-1983، 1984-1986، 2000-2001، 2014-2016، 2019) حتى الآن.[7]

## أشهر أغاني الفريق
- لا أستطيع إخراجها من رأسي   (Can’t Get It Out of My Head  (1974[8]

- أرقص على بيتهوفن  (Roll Over Beethoven  (1973[9]

- المرأة الجميلة المتكلمة   (Sweet Talkin’ Woman   (1977[10]

- مقدمة 10538 (1971) 10538 Overture[11]

- لا تحبطني   (Don’t Bring Me Down  (1978[12]

- سحر غريب (Strange Magic  (1975[13]

- روكاريا (Rockaria   (1976[14]

- هل أنت (Do Ya (1976[15]

- السيد بلو سكاي (Mr. Blue Sky (1977[16]

## وصلات خارجية
- Electric Light Orchestra – The official فيسبوك page by ليغاسي ريكوردينغس.
- Electric Light Orchestra Legacy Recordings site – ELO's page at their record label.
- Jeff Lynne's ELO – The official جيف لين website.
- Jeff Lynne Song Database
- ELO|Rock & Roll Hall of Fame